# Penstemon higginsii
Penstemon higginsii là một loài thực vật có hoa trong họ Mã đề. Loài này được (Neese) N.H. Holmgren & N.D. Atwood mô tả khoa học đầu tiên năm 2003.